# ジョーン・メリアム＝スミス
ジョーン・メリアム＝スミス（Joan Merriam Smith、1937年 - 1965年2月17日）はアメリカ合衆国の女性パイロットである。1964年に、世界一周単独飛行を行った。

## 生涯・業績
子供の頃にアメリア・イアハートに関する本を読んで、イアハートの飛行の後を継ぐことを夢見た。17歳でパイロットの免許を取り、23歳で営業用の免許をとった。飛行のインストラクターやチャーター飛行のパイロットを務めた。海軍のパイロット、ジャック・スミスと結婚した。1963年に双発パイパー アパッチを購入し、援助を受けた町の名から「シティ オブ ロングビーチ」号と名付けた。友人から借りた金で助手席を取り外し、燃料タンクを増設する改造を行った。同じ時に別の女性パイロット、ジェリー・モック(Geraldine "Jerrie" Mock)もセスナ 180でイアハートの未完の飛行を成功させることを計画していた。1964年3月17日に出発し、インドネシアの政治の緊張状態や機体の故障を乗り越えて56日間をかけて34箇所に着陸して44400kmを飛行して、世界一周飛行に成功した。ジェリー・モックより2日早く出発したが、世界一周を終えたのは25日遅くなった。世界一周飛行の翌年、航空事故で死亡した。死後、特筆すべき飛行を行ったパイロットに贈られるハーモン・トロフィーを受賞した。